# Kanton Ginestas
Der Kanton Ginestas war bis 2015 ein französischer Wahlkreis im Département Aude und in der Region Languedoc-Roussillon. Er umfasste 14 Gemeinden im Arrondissement Narbonne; sein Hauptort (frz.: chef-lieu) war Ginestas. Die landesweiten Änderungen in der Zusammensetzung der Kantone brachten im März 2015 seine Auflösung. 
Der Kanton war 155,91 km2 groß und hatte 17.141 Einwohner (Stand 2012).

## Gemeinden
| Gemeinde              | Einwohner (Stand: 2022) | Code postal | Code Insee |
| --------------------- | ----------------------- | ----------- | ---------- |
| Argeliers             | 2128                    | 11120       | 11012      |
| Bize-Minervois        | 1292                    | 11120       | 11041      |
| Ginestas              | 1579                    | 11120       | 11164      |
| Mailhac               | 585                     | 11120       | 11212      |
| Mirepeisset           | 743                     | 11120       | 11233      |
| Ouveillan             | 2635                    | 11590       | 11269      |
| Paraza                | 700                     | 11200       | 11273      |
| Pouzols-Minervois     | 597                     | 11120       | 11296      |
| Roubia                | 514                     | 11200       | 11324      |
| Saint-Marcel-sur-Aude | 2019                    | 11120       | 11353      |
| Saint-Nazaire-d’Aude  | 2104                    | 11120       | 11360      |
| Sainte-Valière        | 524                     | 11120       | 11366      |
| Sallèles-d’Aude       | 3104                    | 11590       | 11369      |
| Ventenac-en-Minervois | 587                     | 11120       | 11405      |

## Bevölkerungsentwicklung
| 1962   | 1968   | 1975   | 1982   | 1990   | 1999   | 2006   | 2012   |
| ------ | ------ | ------ | ------ | ------ | ------ | ------ | ------ |
| 10.633 | 11.247 | 10.605 | 10.638 | 11.079 | 11.982 | 14.761 | 17.141 |